# 河本光博
河本 光博（かわもと みつひろ）は、日本の官僚。財務省主計局主計官（文部科学係担当）。

## 人物
1998年 一橋大学経済学部卒業。武隈慎一ゼミ出身。同年大蔵省入省。証券局総務課配属。2000年6月-2002年6月 コロンビア大学留学（人事院行政官長期在外研究員）。コロンビア大学での留学同期に稲富修二（衆院議員）、香山弘文（経済産業省製造産業局総務課長）、久保田あずさ（国連開発計画ブータン駐在代表）、島崎栄治（会計検査院第4局文部科学検査第1課長）、多田昌弘（外務省中東アフリカ局中東第一課長）、中原健一（総務・内閣府官僚）ら。2002年7月 財務省大臣官房総合政策課調査主任。2003年7月 大臣官房総合政策課企画係長。その後は金融庁監督局総務課長補佐、金融庁監督局証券課長補佐。2008年 内閣総理大臣秘書官補。財政・金融、教育、厚生労働、農業、建設、運輸などの経済・社会政策全般を担当。その後は主税局税制第二課長補佐（揮発油税）、主税局調査課長補佐（内国調査）。2013年6月 主計局総務課長補佐。2014年7月 主計局主計官補佐（経済産業第一、二係主査）。2015年7月 主計局主計官補佐（文部科学第一、二係主査）。2016年6月22日 大臣官房総合政策課長補佐兼大臣官房総合政策課企画室長兼財務総合政策研究所総務研究部財政経済計量分析調整官。2017年8月3日 大臣官房付兼内閣府大臣官房総務課長補佐兼内閣府大臣官房総務課秘書室兼国務大臣（茂木敏充経済再生担当大臣兼内閣府特命担当大臣（経済財政政策））秘書官（事務担当）。国際協力銀行出向を経て、2022年7月1日より主税局調査課長、2023年7月4日 主税局税制第三課長、2024年7月12日 主計局主計官（文部科学係担当）。

## 略歴
- 1998年4月：大蔵省入省
- 1999年7月：仙台国税局調査査察部
- 2000年6月：留学（米コロンビア大学）
- 2002年7月：財務省大臣官房総合政策課調査主任[8]
- 2003年7月：財務省大臣官房総合政策課企画係長[9]
- 2004年7月：金融庁監督局総務課長補佐（企画調整）
- 2006年7月：金融庁監督局証券課長補佐（総括）
- 2008年6月：内閣総理大臣秘書官補
- 2010年7月：財務省主税局税制第二課長補佐（揮発油税）[10]
- 2011年7月：財務省主税局調査課長補佐（内国調査）兼主税局総務課長補佐[11]
- 2012年7月：財務省主税局税制第一課長補佐
- 2013年6月：財務省主計局総務課長補佐（企画）
- 2014年7月：財務省主計局主計官補佐（経済産業第一、二係主査）
- 2015年7月：財務省主計局主計官補佐（文部科学第一、二係主査）
- 2016年7月：大臣官房総合政策課長補佐兼大臣官房総合政策課企画室長兼財務総合政策研究所総務研究部財政経済計量分析調整官
- 2017年7月：財務省大臣官房文書課広報室長
- 2017年8月：大臣官房付兼内閣府大臣官房総務課長補佐兼内閣府大臣官房総務課秘書室兼茂木敏充経済再生担当大臣兼内閣府特命担当大臣（経済財政政策）秘書官（事務担当）
- 2019年10月：国際協力銀行ロンドン駐在員事務所
- 2022年7月：主税局調査課長
- 2023年7月：主税局税制第三課長
- 2024年7月：主計局主計官（文部科学係担当）